# Ludwig Ganglbauer
Ludwig Ganglbauer (Wenen, 1 oktober 1856 - Rekawinkel, 5 juni 1912) was een Oostenrijks entomoloog.

## Levensloop
Ganglbauer studeerde biologie aan de Universiteit van Wenen van 1874 tot 1880. Hij besloot zijn lerarenexamen te behalen en ging lesgeven aan het Academisch Gymnasium, waar hij zelf had gestudeerd. Hij werd assistent bij het Hof-Naturalienkabinett, dat later het Naturhistorisches Museum Wien zou gaan heten. In 1893 werd hij curator van de zoölogische collectie van het toen inmiddels voltooide natuurhistorisch museum van Wenen, waar hij in 1906 hoofd van de afdeling Zoölogie werd.
Zijn hart lag bij de entomologie en vooral de studie van de kevers (Coleoptera). Een groot gedeelte van de museumcollectie was door hem op verzamelreizen bijeengebracht en hij beschreef veel keversoorten die de wetenschap nog niet kende. Zijn nieuwe functie bracht veel stress en administratief werk met zich mee en liet niet veel tijd voor onderzoek. Ganglbauer 'vluchtte' vaak naar Rekawinkel in de buurt van Kaltenbach om in alle rust aan zijn levenswerk Die Käfer von Mitteleuropa te werken. Hij zou het werk nooit voltooien: in 1912 overleed hij in Rekawinkel aan kanker. Vier delen van zijn boek werden na zijn dood door zijn zoon uitgegeven. De Eerste Wereldoorlog maakte voortzetting van 
het werk onmogelijk.
- Gemeinsame Normdatei: 116411244
- International Standard Name Identifier: 0000 0000 8232 2214
- Library of Congress Control Number: no2015059414
- Nationale Bibliotheek van Tsjechië: mub2012693050
- Système universitaire de documentation: 16448583X
- Virtual International Authority File: 52441139
- WorldCat: E39PBJgRR9kcmbg6bdM8kdfXh3